# Marsac-en-Livradois

Marsac-en-Livradois este o comună în departamentul Puy-de-Dôme, Franța. În 1 ianuarie 2022 avea o populație de 1.391 de locuitori.